# Genska uputa
Genska uputa, genetička uputa, genetička šifra, genski kod naziv je za uputu o rasporedu dušikovih baza u molekulama DNK. Predstavlja informaciju o naravi pojedinih gena. Čini ga sustav kombinacija nukleotida u genima, kojima je određen redoslijed aminokiselina u produktima gena, odnosno bjelančevinama. Genska uputa je pojava koja vrijedi za sva živa bića.
Trojka nukleotida osnova je ove upute. Svaka trojka dušičnih baza prepisana s DNK na glasničku RNK nazivamo kodon ili kod i predstavlja osnovnu jedinicu genske upute. Genska se uputa čita na ribosomima. Na taj način se iz informacije čija se uputa nalazi u genima određuje građa struktura svih bjelančevina žive stanice.
Genska uputa otkrivena je pokusima s genskim materijalom Escherichia coli.